# Joana Palacios
Joana Palacios es una pesista de nacionalidad Argentina, quien ha participado en competiciones internacionales de levantamiento de peso. Compitió en los Juegos Olímpicos de Río 2016, en la categoría de 63 kg. Al ser joven, su asistencia marcó un hito en su carrera, siendo su primera experiencia olímpica a los 19 años.

## Primeros años
Nacida el 8 de noviembre de 1996 en la ciudad de Rosario, Argentina. La historia de Joana Palacios comenzó en su ciudad natal, donde desde joven mostró capacidades para el deporte. Su interés por el levantamiento de pesas se despertó a través de la influencia de su entorno y el apoyo de su familia, principalmente de su padre, quien en el pasado fue un pesista profesional.
Desde sus primeros entrenamientos, Joana demostró constancia y dedicación en a disciplina. A medida que fue creciendo, comenzó a participar en contiendas locales, donde se destacó por sus habilidades entre sus pares.
Antes de su debut olímpico, Palacios ya había dejado su marca en competencias internacionales juveniles. Un hito significativo en su carrera fue su participación en el Campeonato Mundial Juvenil en Tiflis, Georgia, donde obtuvo una medalla de bronce en la modalidad de “envión” y se ubicó en el quinto lugar de la clasificación general con un total de 199 kg. 

## Participación Juegos Olímpicos
Joana Palacios ha participado en los Juegos Olímpicos. Compitió en el evento de levantamiento de pesas en la categoría de 63 kg durante los Juegos Olímpicos de Río 2016. A la edad de 19 años, su contribuciones este evento marcaron un hito importante en su carrera como atleta. 
La participación de la argentina en dicha competición se debió en primera instancia a la suspensión de 13 atletas que ya se encontraban dentro del certamen, siendo la principal causa el Dopaje.
La rosarina tuvo una buena actuación en dicho certamen olímpico, quedando quinta en su grupo de la categoría hasta 63 kilos y sumando un total de 190 kilos (83 de arranque y 107 de envión); cabe mencionar que fue su primera participación en una cita olímpica.
Una vez terminada la competición, Palacios realizó un llamado de ayuda para su desarrollo como deportista, declarando que no contaba con las necesidades mínimas para desarrollarse de forma más profesional. Refiriéndose tanto a instalaciones deportivas como también a entrenadores especializados, como su padre, el ex-pesista Hugo Palacios.

## Logros
A lo largo de su carrera, Joana ha logrado varios hitos importantes. A pesar de no haber logrado medallas todas las competencias, su participación en eventos de alto nivel como los Juegos Olímpicos son un testimonio de su dedicación y habilidad en el deporte. Recientemente, después de su participación en los Juegos Olímpicos, hizo un llamado a la comunidad deportiva para que se brinde más apoyo a los atletas, lo que refleja su compromiso no solo con su carrera, sino también con el bienestar de otros deportistas. 
Además de su participación olímpica, Joana ha acumulado otras medallas profesionales. 
| Tercer lugar  | Campeonato Sudamericano Senior en 2016 |
| ------------- | -------------------------------------- |
| Cuarto lugar  | Aquece Río Test Event                  |
| Tercer lugar  | Panamericano Junior de San Salvador    |
| Séptimo lugar | Panamericano Senior de Cartagena       |

## Impacto social
El impacto de Joana Palacios en el deporte argentino va más allá de sus logros personales. Se ha convertido en un referente para las mujeres jóvenes interesadas en el levantamiento de pesas, un deporte tradicionalmente dominado por hombres. Palacios ha sido una defensora activa de la igualdad de género en el deporte, trabajando para cambiar las percepciones erróneas sobre la halterofilia y alentando a más mujeres a involucrarse. Su éxito y actitud han inspirado a muchas jóvenes a considerar el levantamiento de pesas como una opción viable y respetada. Además, su participación en eventos internacionales ha aumentado la visibilidad del levantamiento de pesas en Argentina, un deporte que no siempre recibe la misma atención que otros. Su historia de perseverancia y éxito ha servido para motivar a otros atletas a seguir sus pasos y ha ayudado a elevar el perfil de este deporte en lavamiento de pesas en el país.